# Microglanis cottoides
Microglanis cottoides és una espècie de peix de la família dels pseudopimelòdids i de l'ordre dels siluriformes.

## Morfologia
- Els mascles poden assolir 6,8 cm de longitud total.
- Nombre de vèrtebres: 30.[2][3]

## Hàbitat
És un peix d'aigua dolça i de clima tropical.

## Distribució geogràfica
Viu a Sud-amèrica a les conques de Laguna dos Patos i del riu Uruguai al Brasil.